# Regnerus Livius van Andringa de Kempenaer
Pour les articles homonymes, voir Andringa et Kempenaer.
Regnerus Livius van Andringa de Kempenaer (né le 24 mars 1752 à Bois-le-Duc, décédé le 3 décembre 1813 à Arnhem), est un homme politique néerlandais.
Regnerus Livius van Andringa Kempenaer est le fils de Hendrik van Andringa de Kempenaer, échevin de Bois-le-Duc et le petit-fils du maire de Harlingen. Il a étudié à l’Université de Franeker mais n’a pas obtenu de grade.
Regnerus Livius van Andringa de Kempenaer a été marié deux fois et a eu plusieurs enfants. Il est l'ancêtre de la famille noble de Van Andringa de Kempenaer.

## Carrière politique

### Les Sept Provinces
En 1772, il succède à son parrain Daniel Livy de Andringa Kempenaer au poste de ‘’Grietman’’ (administrateur en Frise ayant fonction de maire et juge) de Lemsterland.
En 1773, il devient membre des États de Frise. Entre 1773 et 1791, il est également membre du ‘’’Mindergetal’’’ (Commisson qui préside ces États), et de 1779 à 1781, il est membre de l'Amirauté d'Amsterdam pour la province de la Frise.
En 1787, il représente la province de la Frise aux États Généraux à la Haye. De 1791 à 1795, il fut également membre de la Cour des comptes de la province.

### L’époque française
Van Andringa de Kempenaer était Orangiste mais entretenait également d'excellents contacts avec l'aile aristocratique des patriotes. À la suite de l'invasion française de 1795 et la révolution batave, les grietmannen étaient destitués. Van Andringa de Kempenaer devient simple citoyen.
En 1801 il fait sa rentrée dans la vie publique en tant que membre du Corps législatif de la République batave. De 1806 jusqu'en 1809, il a été Conseiller d'État en service extraordinaire chargé de questions coloniales.
Le 8 mai 1807 le roi de Hollande Louis Bonaparte le nomme justicier de la Frise. Dans cette position, il milite avec d’autres Frisons influents pour un maximum d'indépendance de la province de la Frise au sein du Royaume.
En février 1811, l’empereur Napoléon Ier le nomme préfet du département de l’Yssel-Supérieur. À ce titre, il s’installe à Arnhem, chef-lieu de ce département.
Il meurt en fonction le 3 décembre 1813 à Arnhem à l'âge de 61 ans, au moment où la ville fut assiégée par les Prussiens. Il a été le seul préfet de ce département éphémère qui a été supprimé en avril 1814 après la première abdication de Napoléon.